# Tennys Sandgren
Tennys Sandgren (/ˈtɛnɪs ˈsændɡrən/ TEN-iss SAND-grən; sinh ngày 22 tháng 7 năm 1991) là một tay vợt chuyên nghiệp người Mỹ đã lọt vào Top 100 của bảng xếp hạng ATP vào cuối năm 2017 sau khi thi đấu chủ yếu trong giải ATP Challenger Tour trong nhiều năm. Sinh ra và lớn lên ở Gallatin, Tennessee, anh chơi tennis hai năm tại Đại học Tennessee trước khi bắt đầu sự nghiệp chuyên nghiệp.

## Tuổi thơ
Cha mẹ của Sandgren, Lia Lourens người Nam Phi và David Sandgren người Mỹ, đã gặp nhau tại một câu lạc bộ quần vợt ở Johannesburg. Họ kết hôn và chuyển đến Tennessee năm 1988 với anh trai của Sandgren, Davey.
Sandgren, người được đặt tên là Tennys theo tên ông cố người Thụy Điển, được học tại nhà và được mẹ huấn luyện. Davey Sandgren cũng là một vận động viên quần vợt đạt được thứ hạng ATP cao trong sự nghiệp với 800 lần trong năm 2009.

## Sự nghiệp giải trẻ
Khi còn nhỏ, Sandgren đã lập một kỷ lục thắng / thua đơn 70-38 (và 53-35 với đôi nam), đạt vị trí thứ 9 trong bảng xếp hạng thế giới kết hợp của ITF vào tháng 4 năm 2009.
Kết quả Slam Junior:
Úc mở rộng: - Pháp mở rộng: 3R (2009) Wimbledon: 2R (2009) Mỹ mở rộng: 2R (2009)

## Sự nghiệp chơi ở đại học
Sandgren là một bổ sung giữa tháng một cho đội tuyển quần vợt năm 2010 của Đội Tình nguyện viên Tennessee, cùng với anh trai, Davey, một người Mỹ gốc cao cấp trong đội. Được huấn luyện bởi Sam Winterbotham và Chris Woodruff, cậu bé Sandgren ngay lập tức củng cố đội hình đánh đơn của Vols, giành chiến thắng 10-0 ở Đông Nam Hội nghị ở vị trí số 4 để giúp đội giành chức vô địch mùa giải và giải đấu thường xuyên của SEC. Đội đã lọt vào trận chung kết đội NCAA năm đó.
Khi còn là sinh viên năm thứ hai, Sandgren đã lọt vào bán kết Giải vô địch đơn NCAA, thua đồng đội, bạn cùng phòng và đôi đối tác Rhyne Williams trong ba set. Anh kết thúc mùa giải với thành tích 37-6 và kỷ lục 10-1 trong hội nghị đã giúp Vols đạt danh hiệu mùa giải thường xuyên của SEC. Anh kết thúc sự nghiệp của mình với một kỷ lục 60-12 khi đánh đơn (83,33 phần trăm), tỷ lệ chiến thắng sự nghiệp tốt thứ ba trong lịch sử Tennessee.
Anh cũng là thành viên của Đội tuyển trường đại học mùa hè USTA sau mùa sinh viên năm thứ nhất và năm thứ hai.

## Liêm kết ngoài
- Tennys Sandgren trên trang chủ ATP (tiếng Anh)
- Tennys Sandgren tại Liên đoàn quần vợt quốc tế
- Tennys Sandgren Q&A Profile
- Tennys Sandgren trên Facebook
- Tennys Sandgren trên Twitter